# Коркин, Павел Юрьевич
Па́вел Ю́рьевич Ко́ркин (род. 24 января 2000, Петрозаводск, Россия) — российский футболист, защитник.

## Карьера
Воспитанник петербургского «Зенита». Помимо родной команды, выступал за молодёжные составы «Рубина» и «Сочи». Некоторое время находился в системе петербургского «Динамо». 18 ноября 2020 года Коркин вместе с футболистом «Сочи» Никитой Колдуновым был наказан за игру на тотализаторе. Российский футбольный союз вынес им замечание и условно запретил заниматься любой деятельностью, связанной с футболом, на 6 месяцев. 28 мая 2021 года провёл единственный матч за «Ван» в армянской Премьер-Лиге против клуба «Ноа» (2:1), на 90-й минуте заменив Владислава Васильева. В 2022 году защищал цвета финских клубов «Кеми Сити» и ОТП. В 2023 году перешёл в «Тверь». В июле 2023 года пополнил ряды «Иртыша».